# Арава Кимура
Арава Кимура (јап. 木村 現; 8. јул 1931 — 21. фебруар 2007) био је јапански фудбалер.

## Каријера
Током каријере је играо за Kwangaku Club и Чудаи.

## Репрезентација
За репрезентацију Јапана дебитовао је 1954. године. За тај тим је одиграо 6 утакмица и постигао 1 гол.

## Статистика
| Јапан  | Јапан   | Јапан  |
| Година | Наступи | Голови |
| ------ | ------- | ------ |
| 1954.  | 2       | 0      |
| 1955.  | 4       | 1      |
| Укупно | 6       | 1      |